# Santo Sinodo

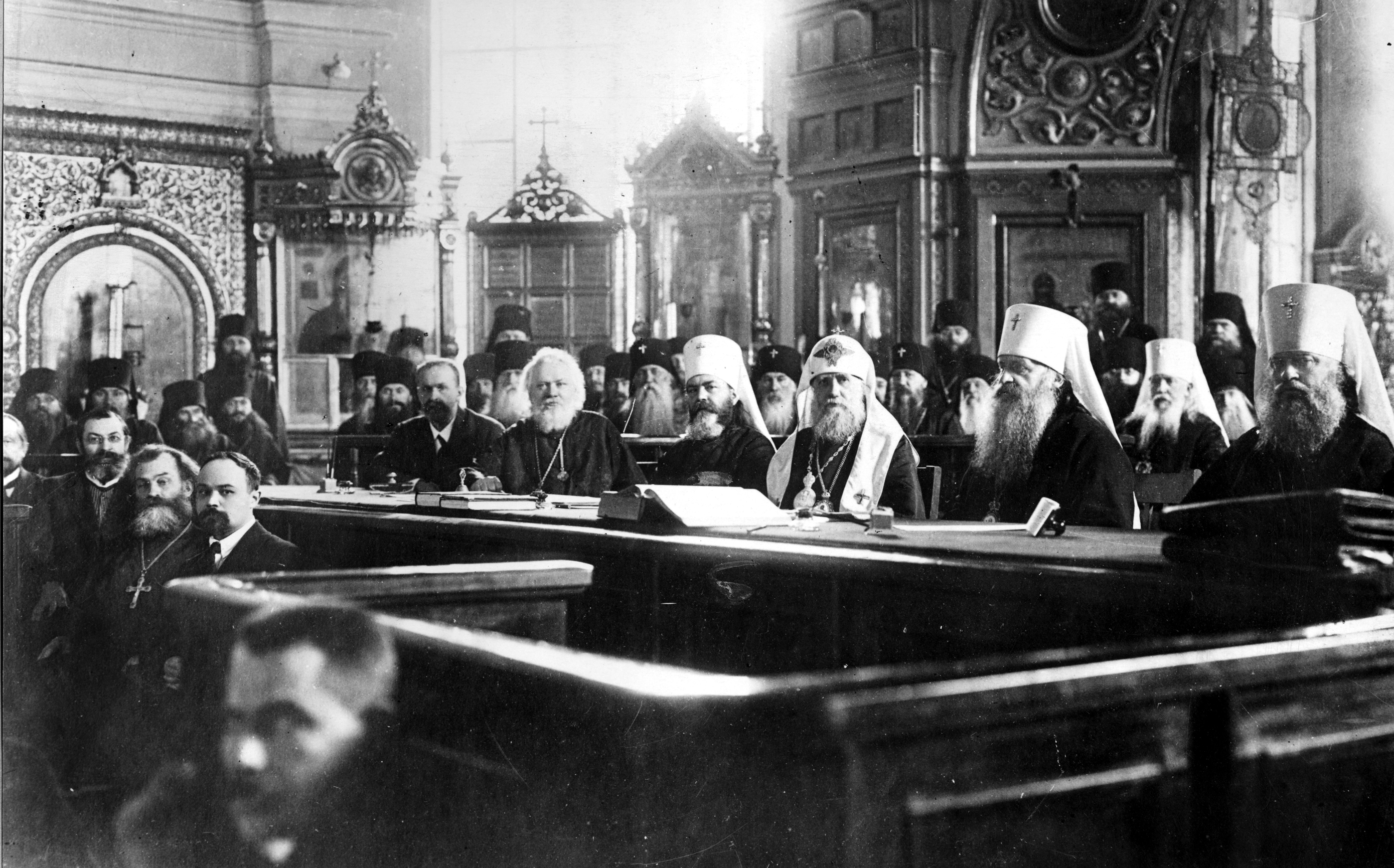
Il Santissimo Sinodo del Governo, massima autorità della Chiesa ortodossa russa nel 1917, subito dopo l'elezione del nuovo patriarca.

In molte delle Chiese ortodosse autocefale e nelle Chiese cattoliche di rito orientale, il patriarca o il vescovo a capo della Chiesa, è eletto da un gruppo di vescovi che prende il nome di Santo Sinodo. 
Nell'Ortodossia orientale il Santo Sinodo è la massima autorità ecclesiale e formula le regole e i regolamenti in materia di organizzazione, fede e ordine della chiesa.

## I primi sinodi
Il processo di convocare un sinodo composto da religiosi per discutere di gravi questioni che interessano la Chiesa è presente fin dall'inizio della storia della stessa. La prima testimonianza la fornisce la Bibbia nel libro degli Atti degli Apostoli dove è descritta una riunione degli Apostoli riuniti a Gerusalemme per trovare una soluzione per i battezzati gentili (Atti 15:6-29). Successivamente si conservò l'usanza di convocare i sinodi per discutere delle materie spinose. I vescovi incominciarono così a convocare sinodi locali o diocesani per discutere con il proprio clero delle problematiche interne alla diocesi. A partire dal 325, con il Concilio di Nicea, le riunioni dei vescovi iniziarono ad essere ecumeniche, cioè di tutto il mondo, ed erano quindi invitati tutti i vescovi della cristianità. 

## Nella Chiesa ortodossa

### Il Santo Sinodo russo

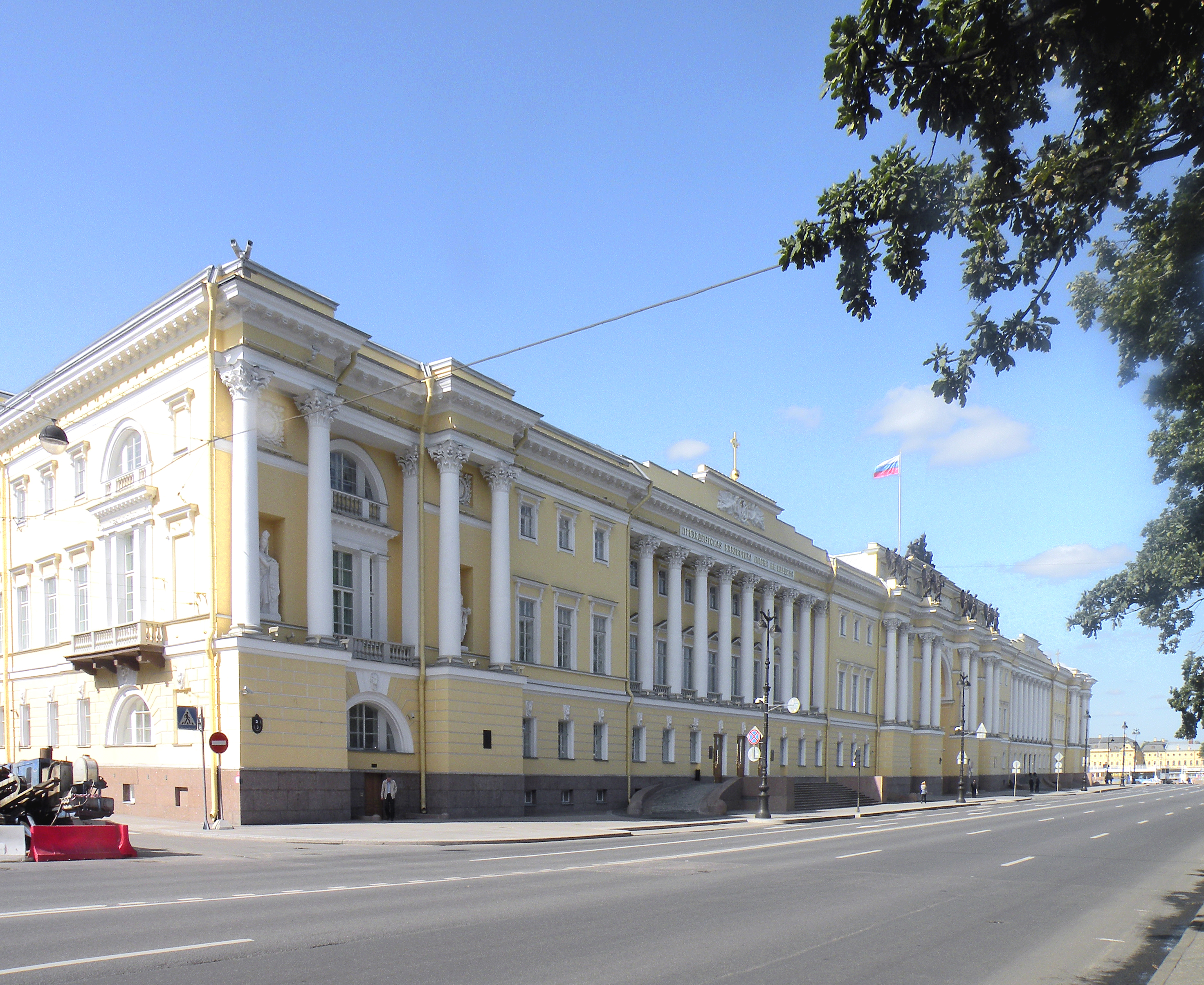
Il luogo dove il Santo Sinodo Russo si riunisce.

Il Santissimo Sinodo o il Santissimo Sinodo del Governo (in russo Святейший Правительствующий Синод?) è stata la congregazione dei capi della chiesa ortodossa in Russia. Fu fondato da Pietro il Grande, Stefan Javorskij e Feofan Prokopovič nel gennaio 1721 per sostituire il Patriarcato di Mosca. Fu abolito in seguito alla Rivoluzione di febbraio del 1917 e sostituito con un patriarcato guidato da Tichon di Mosca. 
Nella Russia odierna il Santo Sinodo della Chiesa Ortodossa Russa è il più alto organo di governo della Chiesa Ortodossa Russa. Il Patriarca di Mosca e di tutta la Russia presiede e guida la riunione.

### Il Santo Sinodo greco
La prima chiesa ortodossa ad imitare le novità introdotte dalla Chiesa ortodossa russa fu quella greca. Le assemblee nazionali della Grecia libera nel 1822, e poi nel 1827, iniziarono il processo di indipendente ecclesiale dal patriarca ecumenico di Costantinopoli. Nel 1833 il parlamento greco rigettò formalmente l'autorità del patriarca e istituì un Sinodo Sacro Direttivo a imitazione esatta di quello russo. Dopo molte e lunghe controversie, nel 1850 il patriarca cedette e riconobbe il sinodo greco. Da allora, la Chiesa di Grecia è governata da un Santo Sinodo esattamente come lo era la Chiesa di Russia. 
Una legge del 1852 ne regolò i diritti e i doveri. Il sinodo doveva riunirsi ad Atene sotto la presidenza del metropolita di Atene. Quattro vescovi erano nominati dal governo greco come membri con diritto di voto per un anno. I membri dovevano prestare giuramento di fedeltà al re e al governo e le decisioni del sinodo erano controllate da un commissario reale, un laico scelto dal governo, proprio come il procuratore russo. Nessun atto poteva ritenersi valido senza il consenso del commissario. Erano presenti anche dei segretari, degli scrittori e un servitore, tutti nominati dallo Stato. Il Santo Sinodo fu la massima autorità nella Chiesa greca ed era nominato nella divina liturgia invece del nome del patriarca. 
Dopo la proclamazione della Repubblica greca nel 1924, il controllo statale sul Santo Sinodo cessò e con l'elevazione del metropolita di Atene ad arcivescovo nel 1932, l'arcivescovo cominciò ad essere nominato nelle liturgie. 
Oggi, l'autorità suprema è conferita al sinodo da tutti i vescovi diocesani, che hanno lo status di metropolitico della gerarchia della Chiesa di Grecia. Il Santo Sinodo si occupa di questioni generali della chiesa ed è composto dal Primate, cioè l'arcivescovo di Atene, e da dodici vescovi, ciascuno dei quali presta servizio a rotazione e si occupa dell'amministrazione. 

### Santo Sinodo della Chiesa Ortodossa rumena

Stemma della Chiesa Ortodossa Rumena

Il Santo Sinodo della Chiesa ortodossa rumena è la massima autorità su tutte le questioni riguardanti la Chiesa. Comprende il Patriarca, tutti i metropoliti, gli arcivescovi, i vescovi e i loro vicari della Chiesa rumena. 
Il Santo Sinodo si riunisce normalmente due volte all'anno, in primavera e in autunno in sessioni ordinarie, seppur possono essere convocate delle sessioni straordinarie ogniqualvolta sia necessario. Sebbene sia l'autorità suprema su tutte le questioni della chiesa, esso detiene un'autorità deliberativa, poiché tutti i suoi membri sono capi e guide del popolo ortodosso rumeno. 

### Santo Sinodo della Chiesa Ortodossa serba
La Chiesa ortodossa serba è governata da un Santo Sinodo di cinque membri. Il patriarca è l'unico membro permanente, mentre i restanti sono dei vescovi eletti per due anni dalla conferenza episcopale serba che rappresenta tutti i metropoliti e i vescovi della chiesa serba. 

### Santo Sinodo della Chiesa Ortodossa bulgara
Il supremo potere ecclesiale, giudiziario e amministrativo della Chiesa ortodossa bulgara è esercitato dal Santo Sinodo bulgaro, che include il patriarca e i prelati diocesani, chiamati metropoliti. 

## Nelle Chiese orientali

### Il Santo Sinodo copto
Il Santo Sinodo della Chiesa ortodossa copta di Alessandria è la massima autorità della Chiesa ed è chiamato a redigere regole e regolamenti riguardanti varie questioni: organizzazione, fede e ordine. 
Il Sinodo è presieduto dal Papa di Alessandria e ne fanno parte i metropoliti della Chiesa, i vescovi e il vicario patriarcale per Alessandria. 

## Nelle Chiese cattoliche di rito orientale
Il Codice dei canoni delle Chiese orientali distingue tra il sinodo permanente di una chiesa patriarcale e il sinodo dei suoi vescovi. 
Il sinodo permanente è composto dal patriarca e da quattro vescovi nominati per un mandato di cinque anni. Di questi quattro, tre sono eletti dal sinodo dei vescovi della chiesa patriarcale e uno è nominato dal patriarca; altri quattro vescovi sono designati allo stesso modo per sostituire in qualunque momento un qualsiasi membro.
Un sinodo di tutti i vescovi della Chiesa cattolica orientale è convocato quando:
- è necessaria una decisione su una questione che solo esso è autorizzata a dare,
- o quando il patriarca, in accordo con il sinodo permanente, lo giudica necessario,
- o quando almeno un terzo dei vescovi chiede la convocazione del sinodo per risolvere o discutere una questione specifica.

In alcune chiese patriarcali è richiesto che esso sia convocato a intervalli predeterminati. Regole simili governano anche quelle Chiese cattoliche orientali guidate non da un patriarca ma da un arcivescovo maggiore.